# Liste des résolutions du Conseil de sécurité des Nations unies adoptées en 2007
Les résolutions du Conseil de sécurité des Nations unies sont les décisions qui sont votées par le Conseil de sécurité des Nations unies.
Une telle résolution est acceptée si au moins neuf des quinze membres (depuis le 17 décembre 1963, 11 membres avant cette date) votent en sa faveur et si aucun des membres permanents qui sont la Chine, les États-Unis, la France, le Royaume-Uni et la Russie (l'Union soviétique avant 1991) n'émet de vote contre (qui est désigné couramment comme un veto).

## Résolution 1739
- Résolution 1739 : la situation en Côte d’Ivoire.

## Résolutions 1740 à 1749
- Résolution 1740 : lettre datée du 22 novembre 2006, adressée au Président du Conseil de sécurité par le Secrétaire général (S/2006/920).
- Résolution 1741 : la situation entre l’Éthiopie et l’Érythrée.
- Résolution 1742 : la situation concernant la République démocratique du Congo.
- Résolution 1743 : la situation concernant Haïti.
- Résolution 1744 : la situation en Somalie.
- Résolution 1745 : la situation au Timor-Leste.
- Résolution 1746 : la situation en Afghanistan.
- Résolution 1747 : non-prolifération.
- Résolution 1748 : la situation au Moyen-Orient.
- Résolution 1749 : la situation concernant le Rwanda.

## Résolutions 1750 à 1759
- Résolution 1750 : la situation au Liberia.
- Résolution 1751 : la situation concernant la République démocratique du Congo.
- Résolution 1752 : la situation en Géorgie.
- Résolution 1753 : la situation au Liberia.
- Résolution 1754 : la situation concernant le Sahara occidental.
- Résolution 1755 : rapports du secrétaire général sur le Soudan.
- Résolution 1756 : la situation concernant la République démocratique du Congo.
- Résolution 1757 : la situation au Moyen-Orient.
- Résolution 1758 : la situation à Chypre.
- Résolution 1759 : la situation au Moyen-Orient.

## Résolutions 1760 à 1769
- Résolution 1760 : la situation au Liberia.
- Résolution 1761 : la situation en Côte d’Ivoire.
- Résolution 1762 : la situation concernant l’Irak.
- Résolution 1763 : la situation en Côte d’Ivoire.
- Résolution 1764 : la situation en Bosnie-Herzégovine.
- Résolution 1765 : la situation en Côte d’Ivoire.
- Résolution 1766 : la situation en Somalie.
- Résolution 1767 : la situation entre l’Éthiopie et l’Érythrée.
- Résolution 1768 : la situation concernant la République démocratique du Congo.
- Résolution 1769 : rapports du secrétaire général sur le Soudan. Cette résolution autorise le déploiement au Darfour d'une nouvelle mission internationale de 25 000 soldats, la Minuad (Mission des Nations unies et de l'Union africaine au Darfour), pour remplacer fin décembre 2007 les 7 000 soldats de l'Amis, la Mission de l'Union africaine au Soudan. (adoptée le 31 juillet 2007).

## Résolutions 1770 à 1779
- Résolution 1770 : la situation concernant l’Irak.
- Résolution 1771 : la situation concernant la République démocratique du Congo.
- Résolution 1772 : la situation en Somalie.
- Résolution 1773 : la situation au Moyen-Orient.
- Résolution 1774 : tribunal international chargé de juger les personnes accusées d’actes de génocide ou d’autres violations graves du droit international humanitaire commis sur le territoire du Rwanda et les citoyens rwandais accusés de tels actes ou violations commis sur le territoire d’États voisins entre le 1er janvier et le 31 décembre 1994.
- Résolution 1775 : tribunal international chargé de juger les personnes accusées de violations graves du droit international humanitaire commises sur le territoire de l’ex-Yougoslavie depuis 1991.
- Résolution 1776 : la situation en Afghanistan.
- Résolution 1777 : la situation au Liberia.
- Résolution 1778 : la situation au Tchad, en République centrafricaine et dans la sous-région.
- Résolution 1779 : rapports du secrétaire général sur le Soudan.

## Résolutions 1780 à 1789
- Résolution 1780 : la situation concernant Haïti.
- Résolution 1781 : la situation en Géorgie.
- Résolution 1782 : la situation en Côte d’Ivoire.
- Résolution 1783 : la situation concernant le Sahara occidental.
- Résolution 1784 : rapports du secrétaire général sur le Soudan.
- Résolution 1785 : la situation en Bosnie-Herzégovine.
- Résolution 1786 : tribunal international chargé de juger les personnes accusées de violations graves du droit international humanitaire commises sur le territoire de l’ex-Yougoslavie depuis 1991.
- Résolution 1787 : menaces contre la paix et la sécurité internationales résultant d’actes de terrorisme.
- Résolution 1788 : la situation au Moyen-Orient.
- Résolution 1789 : la situation à Chypre.

## Résolutions 1790 à 1794
- Résolution 1790 : la situation concernant l’Irak.
- Résolution 1791 : la situation concernant le Burundi.
- Résolution 1792 : la situation au Liberia.
- Résolution 1793 : la situation au Sierra Leone.
- Résolution 1794 : la situation concernant la République démocratique du Congo.